# Montromant
Montromant – miejscowość i gmina we Francji, w regionie Owernia-Rodan-Alpy, w departamencie Rodan.
Według danych na rok 1990 gminę zamieszkiwało 319 osób, a gęstość zaludnienia wynosiła 29 osób/km² (wśród 2880 gmin regionu Rodan-Alpy Montromant plasuje się na 1311. miejscu pod względem liczby ludności, natomiast pod względem powierzchni na miejscu 1049.).